# John Smith (Ruderer)
John Smith (* 12. Januar 1990 in Germiston) ist ein südafrikanischer Ruderer und Olympiasieger 2012 im Leichtgewichts-Vierer ohne Steuermann.

## Karriere
John Smith begann 2006 mit dem Rudersport. 2009 belegte er zusammen mit Matthew Brittain im ungesteuerten Leichtgewichts-Zweier den vierten Platz sowohl bei den U23-Weltmeisterschaften als auch bei den Weltmeisterschaften in Posen. 2010 siegten die beiden bei den U23-Weltmeisterschaften. Bei den Ruder-Weltmeisterschaften 2010 belegte der südafrikanische Leichtgewichts-Vierer ohne Steuermann mit Anthony Paladin, James Thompson, John Smith und Lawrence Ndlovu den elften Rang. Ebenfalls den elften Platz belegte der südafrikanische Vierer in der Besetzung Thompson, Brittain, Smith und Paladin bei den Ruder-Weltmeisterschaften 2011. Im Weltcup 2012 trat der südafrikanische Vierer in Luzern in der Besetzung Thompson, Brittain, Smith und Ndlovu an und belegte den zweiten Platz hinter dem chinesischen Vierer, lag aber vor Briten und Dänen. Bei den Olympischen Spielen 2012 erreichten die Chinesen nicht das Finale, der südafrikanische Vierer mit Thompson, Brittain, Smith und Ndlovu gewann olympisches Gold vor den Gastgebern aus Großbritannien und den olympischen Titelverteidigern aus Dänemark. Diese Goldmedaille war die erste olympische Goldmedaille für südafrikanische Ruderer überhaupt und die zweite Medaille nach Bronze im Zweier ohne Steuermann 2004.
2013 ruderten mit Smith, Thompson und Ndlovu noch drei Olympiasieger im südafrikanischen Vierer, zusammen mit Michael Voerman belegten sie den sechsten Platz bei den Weltmeisterschaften 2013. Im Jahr darauf wechselten Smith und Thompson in den Leichtgewichts-Doppelzweier und siegten bei den Weltmeisterschaften in Amsterdam vor den Franzosen und den Norwegern. Bei den Weltmeisterschaften 2015 belegten Smith und Thompson den vierten Platz hinter Franzosen, Briten und Norwegern. 2016 erreichten die Briten nicht das Finale bei den Olympischen Spielen in Rio de Janeiro, die Franzosen siegten vor den Iren und den Norwegern. Thompson und Smith ruderten wie bei den Weltmeisterschaften 2015 auf den vierten Platz.
In den nächsten Jahren nahm Smith regelmäßig an den Weltmeisterschaften teil, erreichte aber erst 2023 wieder ein A-Finale. Bei den Olympischen Spielen in Tokio belegte Smith den zehnten und letzten Platz im Vierer ohne Steuermann. Bei den Weltmeisterschaften 2023 erreichte er zusammen mit Christopher Baxter den sechsten Platz im Zweier ohne Steuermann. 2024 ruderten Smith und Baxter bei den Olympischen Spielen in Paris auf den neunten Platz im Zweier-Wettbewerb.
Der 1,91 Meter große Smith rudert für den Sportklub der Universität Pretoria.

## Ehrungen
2017 wurde Smith der Order of Ikhamanga in Silber verliehen.